# Тоннер (графство)
Графство Тоннер (фр. Comté de Tonnerre) — средневековое бургундское феодальное образование, столицей которого был город Тоннер.

## История

Бургундские графства в IX веке

Как и у большей части других бургундских графств, происхождение графства Тоннер датируется IX веком. О ранних графах Тоннера известно очень немного, их перечень очень неполный и противоречивый. В 877 году в качестве графа Тоннера упоминается Эд II (ум. после 886), который в 871—876 годах упоминался как граф Труа. Вероятно он был сыном Эда I, графа Труа. В 884—888 годах упоминается граф Мило I (ум. 901). Он создал монастырь Сен-Мишель-де-Тоннер. Скорее всего он также был сыном Эда I и братом Эда II. В 888 году Мило принимал в Лангре Ги Сполетского, которого часть французской знати провозгласила королём Франции. Но после поражения партии Ги Мило был вынужден оставить своё графство и уехать за Ги в Италию. После этого упоминания о графах Тоннера надолго исчезают из источников.
Следующий известный граф Тоннера — Ги, упоминающийся в 950—970 годах. Он женился на Адели, дочери графа Макона Обри I. В 975 году упоминается как граф его Мило II (ум. ок. 980/992), возможно сын Оттона, графа в Бургундии, внука Рудольфа I, короля Бургундии, хотя существуют и другие гипотезы о его происхождении. Мило вместе с женой Ингельтрудой восстановил к 980 году монастырь Сен-Мишель-де-Тоннер. Позже он постригся в монахи и удалился в этот монастырь, где и умер.
В 997 году упоминается граф Мило III (IV). Он был правнуком графа Мило I. Он был женат на Ирменгарде де Бар-сюр-Сьен, наследнице Лазуа, которая после смерти Мило вышла замуж за Герберта III де Вермандуа.
В 1002 году графом Тоннера стал Рено I (ум. ок. 1039), сын Мило III. До 1018 года он женился на дочери графа Мило II. Их дочь Ирменгарда вышла замуж за графа Невера и Осера Гильома I. Благодаря этому браку графство Тоннер в 1065 году оказалось объединено с графствами Невер и Осер.

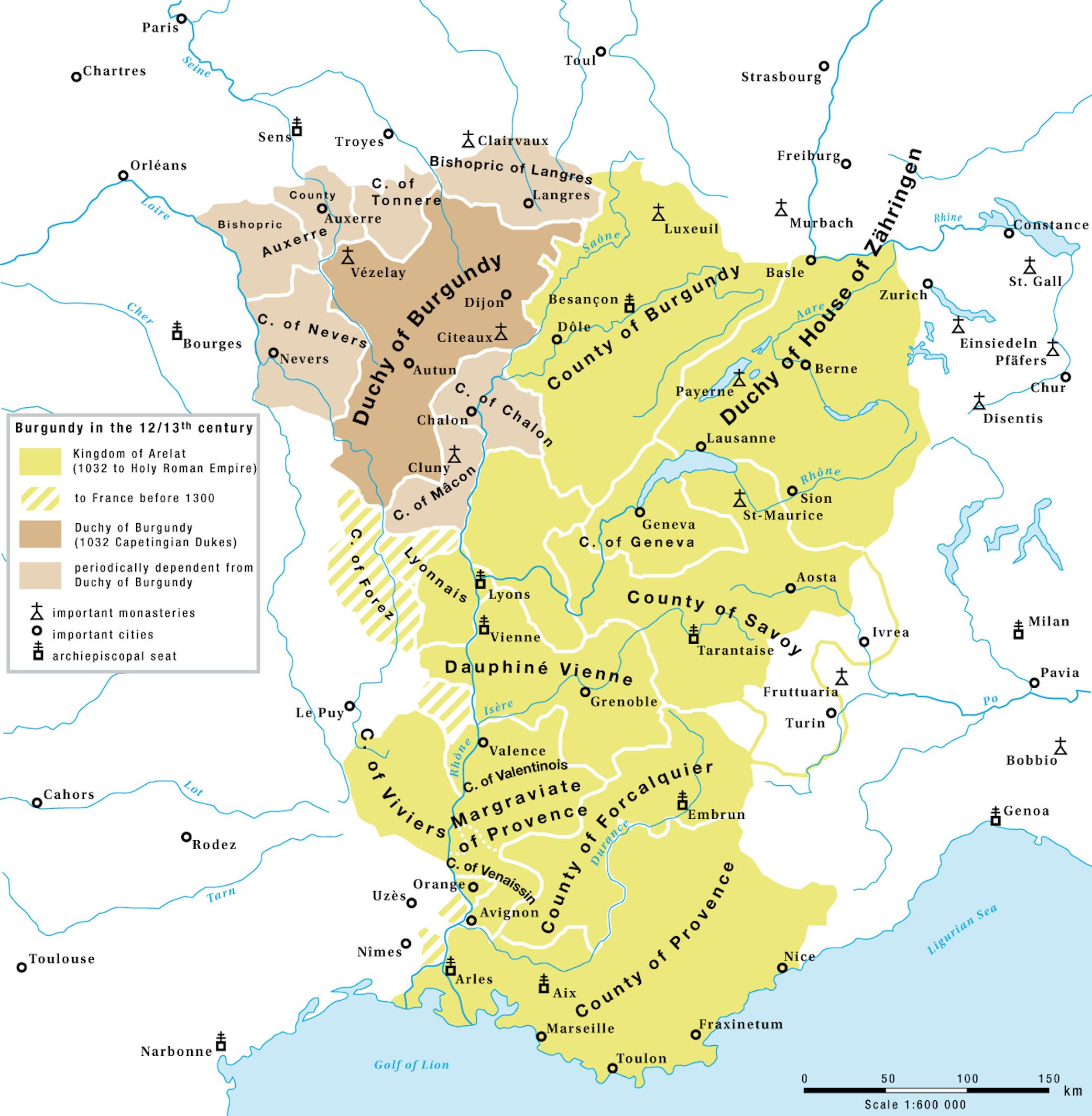
Бургундия в XII—XIII веках

Графство Тоннер на карте Франции (1477)

В период с 1065 до 1262 года Тоннер составлял объединённое графство с Невером и Осером. Иногда графство ненадолго выделялось в качестве отдельного владения, однако вскоре опять возвращалось обратно к графам Невера.
В 1262 году умерла Матильда Бурбон, жена Эда Бургундского, унаследовавшая в 1257 году графства Невер, Осер и Тоннер. Наследовать все три графства должна была их старшая дочь Иоланда, обручённая (с 1265 года жена) с Жаном Тристаном, сыном Людовика IX. Однако свои претензии выдвинули её сёстры и их мужья. Окончательное решение было принято парламентом в 1273 году, когда три дочери Эда и Матильды унаследовали по одному графству каждая: Иоланда получила графство Невер (в итоге оно перешло к её сыну от 2-го брака, Людовику I де Дампьеру), Маргарита (1251—1308) — графство Тоннер, а Алиса, бывшая замужем за Жаном Шалонским — графство Осер.
Маргарита, вышедшая замуж за короля Сицилии и Неаполя Карла I Анжуйского, не имела прямых наследников. Она завещала Тоннер своему племяннику Гильому де Шалон, графу Осера, благодаря чему Тоннер в 1293 году опять оказался объединён с Осером.
В 1321 году  Жан II граф Осера и Тоннера передал графство Тоннер в качестве приданого сестре Жанне, вышедшей замуж за Роберта, младшего брата герцога Эда IV Бургундского. Она умерла бездетной в 1360 году и графство вернулось к Жану II графу Осера. В 1370 году Жан IV де Шалон-Осер, управлявший графством Осер от имени отца, Жана III, продал это графство королю Франции за 31 000 ливров. Графство Тоннер же унаследовал в итоге младший брат Жана IV Людовик I. Но сын Людовика I, Людовик II (ум. до 1422) в 1406 году оказался замешан в скандале с похищением Жанны де Перийо, фрейлины жены герцога Бургундии Жана Бесстрашного. Владения графа Тоннера были конфискованы по решениям бургундского парламента в 1407 и окончательно в 1413 годах, графство передано под управление Артуру де Ришмону. В 1435 году Тоннер был возвращен сестре графа Людовика II, перейдя в итоге посредством брака в дом Юссон.
После угасания Юссонского дома в 1540 году Тоннер посредством брака перешёл к графам Клермона (дом Клермон Тоннер), под управлением которых оставался до 1684 года, когда Франсуа Жозеф де Клермон-Тоннер продал Тоннер Франсуа-Мишелю Летелье, маркизу де Лувуа, военному министру короля Франции Людовика XIV. Его потомки сохраняли графство Тоннер до Великой французской революции 1789 года, в результате которого оно было конфисковано и присоединено к Франции.